# Deutsche Schule Seoul International
Die Deutsche Schule Seoul International (DSSI) ist eine deutschsprachige Auslandsschule in Seoul, Südkorea. Die DSSI, auch als German School Seoul International bezeichnet, wurde 1976 gegründet und befindet sich in privater Trägerschaft des „Vereins Deutsche Schule Seoul“. Als Auslandsschule wird sie von der Bundesrepublik Deutschland anerkannt und von der Zentralstelle für das Auslandsschulwesen des Bundesverwaltungsamtes gefördert.

## Schulstruktur und Organisation
Die DSSI ermöglicht den Besuch des Kindergartens im Alter von 2–6 Jahren und anschließend der Grundschule von der ersten bis zur vierten Klasse. Nach einer Orientierungsphase in der 5. Klasse erfolgt der Unterricht in der Sekundarstufe I in „integrativ differenzierter“ Weise. Nach insgesamt 9 bzw. 10 Schuljahren kann der Hauptschulabschluss abgelegt respektive die Fachoberschulreife erworben werden. Die Sekundarstufe II führt nach insgesamt 12 Schuljahren zur Deutschen Internationalen Abiturprüfung (DIAP), die ab dem Schuljahr 2010/2011 erstmals abgelegt werden konnte.
Die DSSI ist als Ganztagsschule konzipiert und bietet den Schülern auf freiwilliger Basis ein klassenübergreifend breit gefächertes Angebot in den Bereichen Sport, Musik, Werken, Mathematik und Fremdsprachen. Auf diese Weise können die Kinder individuell unterstützt werden und sich fachliche und soziale Kompetenzen aneignen. Während der Mittagspausen steht eine Schülermensa zur Verfügung. Bei den Hausaufgaben werden die Kinder professionell betreut.
Eine besondere Stärke der Schule ist das zahlenmäßig günstige Verhältnis von Schülern zu Lehrern. Durchschnittlich kommt auf sechs Schüler eine Lehrkraft.
Die DSSI-Schülerschaft setzt sich aus deutschen bzw. deutsch-muttersprachlichen und südkoreanischen Kindern sowie Kindern aus anderen Ländern und Kulturen zusammen.

## Außerschulische Veranstaltungen
An der DSSI finden zahlreiche Sonderaktivitäten statt. So besuchten hochrangige Politiker und berühmte Künstler die Schule. Unter anderem waren dies der Bundestagspräsident Norbert Lammert, MdB, im Jahr 2008, Solisten der Berliner Philharmoniker, Sol Gabetta und Jan Vogler. Die Schüler wirken auch bei wichtigen Kulturereignissen mit, wie zum Beispiel bei einem gemeinsamen Auftritt von DSSI-Schülerinnen mit der südkoreanischen Popgruppe 2AM anlässlich eines Gala-Abends, der vom Fernsehsender KBS am 19. Juni 2010 live übertragen wurde. Traditionell siegreich zeigen sich die Schüler bei der Teilnahme am Internationalen Skifestival in Yongpyong. Des Weiteren engagieren sie sich auch für wohltätige Zwecke wie zum Beispiel für eine Behinderteneinrichtung in Incheon. All diese Aktivitäten ermöglichen es den Schülern, wertvolle Erfahrungen und Kenntnisse zu sammeln.